# Ada II di Caria
Ada (in greco antico: Ἄδα?, Áda; fl. 337 a.C.), chiamata nella storiografia moderna Ada II, è stata una nobildonna caria del IV secolo a.C.

## Biografia
Ada II era figlia del satrapo di Caria Pissodaro e di una donna cappadocica di nome Afneide; i fratelli e le sorelle del padre erano stati tutti satrapi prima di lui, ed erano: Mausolo, Idrieo, Artemisia II e Ada I. 
Nel 337 a.C. Pissodaro fece fidanzare Ada II con Filippo Arrideo, figlio del re di Macedonia Filippo II; l'altro figlio del re, Alessandro (successivamente conosciuto come Magno), però, temendo che questo fidanzamento potesse significare la propria esclusione dalla successione, tentò lui stesso di sposare Ada. Quando Filippo venne a sapere di questo sciolse il fidanzamento con Arrideo e mandò i confidenti più stretti di Alessandro in esilio. Ada sposò quindi il nobile persiano Orontobate, il quale successe al suocero alla guida della satrapia di Caria alla sua morte avvenuta nel 335/334 a.C.